# 揚佳·甘布雷特
揚雅·甘布雷特（斯洛維尼亞語發音：[ˈjàːnja ˈɡàːrnbret]
，1999年3月12日—）是一名斯洛維尼亞女子運動攀登運動員。她曾經獲得2020年夏季奧林匹克運動會運動攀登比賽金牌、2024年夏季奧林匹克運動會運動攀登比賽金牌和多座世界攀岩錦標賽冠軍。除參加競技攀登以外，她也從事戶外攀登。

## 外部連結
- IFSC （页面存档备份，存于） （英文）
- 揚佳·甘布雷特的Facebook專頁
- 揚佳·甘布雷特的Instagram帳戶